# 968
| [ Edytuj tabelę ]              |                                                            |
| Książę Polski                  | - 960 Mieszko I 992                                        |
| Król Anglii                    | - 959 Edgar Spokojny 975                                   |
| Hrabia Aragonii                | - 922 Andregota Galíndez 972                               |
| Hrabia Aragonii i król Nawarry | - 926 Garcia I 970                                         |
| Hrabia Barcelony               | - 947 Borrell II 992                                       |
| Książę Bawarii                 | - 955 Henryk II Kłótnik 976                                |
| Książę Burgundii               | - 965 Odo-Henryk 1002                                      |
| Cesarz Bizancjum               | - 963 Nicefor II Fokas 969                                 |
| Car Bułgarii                   | - 927 Piotr I 969                                          |
| Cesarz Chin                    | - 960 Song Taizu 976                                       |
| Książę Czech                   | - 935 Bolesław I Srogi 972                                 |
| Król Danii                     | - 958 Harald Sinozęby 987                                  |
| Władca Egiptu                  | - 966 Abu al-Misk Kafur 968 - 968 Abu al-Fawaris Ahmad 969 |
| Król Franków zachodnich        | - 954 Lotar 986                                            |
| Król Gruzji                    | - 961 Dawid III 1001                                       |
| Hrabia Holandii                | - 939 Dirk II 988                                          |
| Cesarz Japonii                 | - 967 Reizei 969                                           |
| Kalif                          | - 946 Al-Muti 974                                          |
| Hrabia Kastylii                | - 923 Ferdinand Gonzalez 970                               |
| Król Khmerów                   | - 944 Radżendrawarman II 968 - 968 Dżajawarman V 1001      |
| Wielki książę Kijowa           | - 945 Światosław I 972                                     |
| Patriarcha Konstantynopola     | - 956 Polieuktos 970                                       |
| Władca Korei                   | - 949 Kwangjong 975                                        |
| Król Leónu                     | - 966 Ramiro III 984                                       |
| Król Norwegii                  | - 961 Harald II Szara Opończa 976                          |
| Hrabia Palatynatu              | - 945 Hermann Pusillus 994                                 |
| Papież                         | - 965 Jan XIII 972                                         |
| Hrabia Portugalii              | - 950 Gonçalo Mendes 999                                   |
| Cesarz Rzymski (niemiecki)     | - 962 Otton I Wielki 973                                   |
| Książę Saksonii                | - 961 Hermann 973                                          |
| Król Szkocji                   | - 966 Cuilen 971                                           |
| Doża Wenecji                   | - 959 Pietro IV Candiano 976                               |
| Książę Węgier                  | - 955 Taksony 970                                          |
| Cesarz Wietnamu                | - 968 Đinh Bộ Lĩnh 979                                     |

Rok 968 / CMLXVIII
stulecia: IX wiek ~
X wiek ~
XI wiek

lata: 958 «
963 «
964 «
965 «
966 «
967 «
968
» 969
» 970
» 971
» 972
» 973
» 978

## Wydarzenia w Polsce
- Jordan został pierwszym biskupem Polski (biskupstwo misyjne w Poznaniu)[1].
- W Annales Bohemici zapisano pod tym rokiem nazwę Polonia[2].

Polonia cepit habere episcopum
Polska zaczęła mieć biskupa

## Wydarzenia na świecie
Europa
- Liutprand z Cremony – włoski dyplomata i kronikarz – wyruszył z polecenia Ottona I z poselstwem do Bizancjum.
- Odbył się synod w Rawennie, na którym utworzono arcybiskupstwo w Magdeburgu. Poza tym powstało wiele innych diecezji i archidiecezji.
- Książę kijowski Światosław I wyprawił się do Bułgarii, którą czasowo podbił.

Azja
- Đinh Bộ Lĩnh jako pierwszy władca w historii Wietnamu został cesarzem.

## Urodzili się
- 29 listopada – Kazan cesarz Japonii (zm. 1008)
- Al-Hamadani – pisarz arabski (zm. 1007)
- Ethelred II – król Anglii (978-1013 i 1014–1016) (data sporna lub przybliżona) (zm. 1016)
- Olaf I Tryggvason – król Norwegii (data sporna lub przybliżona) (ur. w latach 963-968; zm. 1000)

## Zmarli
- `14 marca - Matylda von Ringelheim, święta kościoła katolickiego, żona Henryka I Ptasznika (ur. ok. 895)